# Отранто
 Тази статия е за града.  За протока вижте Отрантски проток.  
Отранто (на италиански: Otranto; на латински: Odruntum, Hydruntum) е пристанищен град и община в провинция Лече на регион Апулия в Южна Италия. Градът има геостратегическо местоположение поради това, че е разположен на „върха на тока на ботуша“ и срещу него през Отрантския проток се намира Албания. Местоположението му с оглед на владението му позволява упражняването на сравнително бърз и лесен контрол върху корабоплаването между Адриатическо и Йонийско море. Население 5500 жители от преброяването към 30 април 2009 г.

## История
През античността Отранто е един от градовете на Велика Гърция (гр. Ύδρος). Римляните го преименуват на Hidruntum и заедно с Бриндизи го ползват като краен изходен пункт (база) по Виа Апия за настъпление на Балканите при войните с Древна Македония и епирския цар Пир.
През XI век, местното население на Отранто още говори гръцки и спазва православните обреди. След завземането му от Робер Гискар през 1068 г. става част от Сицилианското кралство, а от 13 век е в границите на Неаполитанското кралство.
В края на юли 1480 година османски флот, воден от Гедик Ахмед паша, достига до Апулия и разграбват крайбрежието около Отранто, а на 11 август превземат и града. Гедик Ахмед паша отблъсква няколко нападения срещу Отранто. Оставеният там гарнизон се задържа и след заминаването на основните османски сили за Константинопол, но през март 1481 година неаполитанските войски и папският флот успяват да превземат града.
През 1537 г. градът е разграбен от известния пират на османска служба Хайредин Барбароса, наречен още „Червената брада“ по същия този белег на Фридрих Барбароса. Постепенно градът и пристанището му след отхвърлянето на османската заплаха губят значението си за сметка на съседния Бриндизи, като днес между града и остров Корфу се осъществява редовна фериботна връзка.
През 1804 г. Наполеон поставя в средновековната крепост на Отранто гарнизон, а титула Отрантски херцог получава известния Жозеф Фуше. Неговите наследници носят титлата до ХХ век.